# Tachyeres pteneres
Tachyeres pteneres là một loài chim trong họ Vịt.